# Цикория
Цикорията (Cichorium) е род растения от семейство Сложноцветни (Asteraceae). То се използва като растителна храна от ларвите на някои видове пеперуди, като Xestia c-nigrum, Agrotis segetum и Diasemia reticularis.

## Видове
Има два култивирани и 4 – 6 диви вида цикории.
- Дива цикория (Cichorium pumilum) Jacq.
- Синя жлъчка (Cichorium intybus) Linnaeus, 1753
  - Cichorium intybus var. sativum
  - Cichorium intybus var. foliosum
- Cichorium endivia Linnaeus, 1753[5]
  - Cichorium endivia var. latifolium
- Cichorium glandulosum Boiss. & A.Huet
- Cichorium spinosum Linnaeus, 1753
- Cichorium calvum Sch.Bip. ex Asch.
- Cichorium bottae